# Infanteria de línia
La infanteria de línia és el tipus d'infanteria que va compondre la base dels exèrcits de terra europeus des de la meitat del segle XVII fins a mitjan segle xix. Tant en batalla com en exercici de desfilada constava de 2 a 4 files de soldats d'infanteria situats un al costat de l'altre en alineació rígida, i maximitzant així l'efecte de la seva potència de foc. Per extensió, el terme va arribar a ser aplicat als regiments regulars "de la línia", en contraposició als tiradors, els guàrdies de peu, milícies i altres categories especials d'infanteria.